# Arkesiláos z Pitany
Arkesiláos z Pitany (315 př. n. l. – 241 př. n. l.) byl starořecký filozof, šestý vedoucí Platónské Akademie a zakladatel platónského (či akademického) skepticismu.

## Vzdělání
Vzdělání měl zejména v matematice (byl žákem Autolika z Pitany, později Hipponika) a stýkal se také s peripatetiky. Ve filozofii byl žákem Theofrasta, později Krantóra, ale silně ho ovlivnilo zejména skeptické učení Pyrrhóna z Élidy, které se snažil skloubit s učením Platónovým.

## Učení
K Platónově názoru, že poznání smyslových orgánů nemůže být pravdivé, přidal Arkesiláos názor, že pravdivým nemůže být ani poznání rozumové. O podstatných věcech je tak třeba zdržet se úsudku (epoché), nicméně k jednání lze nalézt "dobré důvody" (eulogon). Byl tak předchůdcem teorie probabilismu, kterou následně zformuloval jeho žák Karneadés z Kyrény. Coby Platónův žák nemohl zpochybnit nejvyšší pravdy o Jednom a tak vznikl eklektický útvar, přebírající nejrůznější stanoviska. Ty komentuje Arkesiláos tak, že tu a tam je kousek pravdy, nikdy však celá pravda, a ten kousek je vždy podmíněný jiným kouskem pravdy. Do Platónské Akademie ho přivedl Krantór ze Soloi. Jako vedoucí zavedl do Akademie metodu výuky platónským dialogem. To mělo za následek přísun velkého počtu nových žáků a zastavení úpadku Akademie. Jeho skepticismus říká, že pravda existuje, ale otázkou je, zda tak ubohé stvoření, jako je člověk, ji může poznat.
Arkesiláos oponoval zejména škole stoiků. Přímo zaútočil na stoické kritérium pravdy (fantasía kataleptiké), avšak zároveň tím zpochybnil i možnost jakéhokoliv poznání. Nemůžeme tedy vědět nic, dokonce ani to, že nic nevíme, protože nikdy nerozpoznáme, zda je něco pravda či nikoliv. Zůstává nám tak jediné řešení – zdržet se jakéhokoliv soudu – epoché. Arkesiláovo pojetí ale je problematické samo o sobě, protože říci, že nic nemůžeme vědět, předpokládá, že už něco víme. Z určitého hlediska se tak jedná o dogma, proti kterému skepse především tak tvrdě bojuje.
Arkesiláos nesepsal žádné spisy. Jeho učení zprostředkoval jeho žák Lakydés, hojně ho citují též Cicero, Sextus Empiricus či Diogenes Laertios. Diogenes ale o něm rozšířil historku, že zemřel v důsledku nadměrného pití alkoholu, což jiní autoři popírali.